# Regional Preferente de La Rioja 2012-13
La temporada 2012-13 de Regional Preferente de La Rioja de fútbol comenzó el 8 de septiembre de 2012 y acabó el 7 de abril de 2013. Durante esta campaña era el quinto y último nivel de las Ligas de fútbol de España para los clubes de La Rioja, por debajo de la Tercera División de España.

## Sistema de competición
Un único grupo con los 14 equipos se enfrentarían a doble vuelta, una vez en casa y otra en el campo del equipo rival, todos contra todos.
Los equipos que se clasificaran en los tres primeros puestos ascenderían directamente a Tercera División, exceptuando filiales que ya dispongan de un equipo en la categoría inmediatamente superior. Si hubiera alguna vacante más en el grupo XVI de Tercera División ascenderían los siguientes clasificados.

## Clasificación[1]
| Pos. | Equipo                        | Pts. | PJ | G  | E | P  | GF | GC | Dif. |                                              |
| ---- | ----------------------------- | ---- | -- | -- | - | -- | -- | -- | ---- | -------------------------------------------- |
| 1    | C. F. Ciudad de Alfaro (A, C) | 59   | 26 | 18 | 5 | 3  | 66 | 24 | +42  | Ascenso directo a Tercera                    |
| 2    | C. C. D. Alberite (A)         | 53   | 26 | 17 | 2 | 7  | 64 | 34 | +30  | Ascenso directo a Tercera                    |
| 3    | Náxara C. D. "B"              | 48   | 26 | 13 | 9 | 4  | 44 | 29 | +15  |                                              |
| 4    | Peña Balsamaiso C. F. (A)     | 48   | 26 | 14 | 6 | 6  | 55 | 37 | +18  | Ascenso directo a Tercera                    |
| 5    | Casalarreina C. F.            | 46   | 26 | 13 | 7 | 6  | 42 | 29 | +13  |                                              |
| 6    | E. D. F. Logroño              | 45   | 26 | 14 | 3 | 9  | 49 | 36 | +13  | El club no compite en la siguiente temporada |
| 7    | C. D. Cenicero                | 41   | 26 | 12 | 5 | 9  | 38 | 37 | +1   |                                              |
| 8    | S. D. Oyonesa "B"             | 40   | 26 | 11 | 7 | 8  | 35 | 25 | +10  |                                              |
| 9    | C. D. San Lorenzo             | 35   | 26 | 11 | 2 | 13 | 43 | 43 | 0    |                                              |
| 10   | C. D. Tedeón                  | 33   | 26 | 10 | 3 | 13 | 27 | 32 | −5   |                                              |
| 11   | C. D. Autol                   | 26   | 26 | 7  | 5 | 14 | 32 | 51 | −19  |                                              |
| 12   | C. At. Vianés "B"             | 21   | 26 | 5  | 6 | 15 | 32 | 52 | −20  |                                              |
| 13   | C. D. Bañuelos                | 11   | 26 | 3  | 2 | 21 | 31 | 67 | −36  |                                              |
| 14   | C. P. Calasancio "B"          | 8    | 26 | 2  | 2 | 22 | 13 | 75 | −62  | El club no compite en la siguiente temporada |

 Fuente: Federación Riojana de Fútbol

### Tabla de resultados cruzados
| Local \ Visitante      | CIU | ALB | NAX | PEN | CAS | LOG | CEN | OYO | SAN | TED | AUT | AVI | BAN | CAL |
| ---------------------- | --- | --- | --- | --- | --- | --- | --- | --- | --- | --- | --- | --- | --- | --- |
| C. F. Ciudad de Alfaro | —   | 2–1 | 3–0 | 3–4 | 0–1 | 4–1 | 4–1 | 2–1 | 5–0 | 3–0 | 4–1 | 3–2 | 4–2 | 6–0 |
| C. D. Alberite         | 2–0 | —   | 4–2 | 1–2 | 1–1 | 1–0 | 6–0 | 0–3 | 1–4 | 3–0 | 4–0 | 2–1 | 6–1 | 3–0 |
| Náxara C. D. "B"       | 2–2 | 1–1 | —   | 1–1 | 4–0 | 4–0 | 2–2 | 1–1 | 1–1 | 1–0 | 1–1 | 1–0 | 3–1 | 3–0 |
| Peña Balsamaiso C. F.  | 2–2 | 2–3 | 2–3 | —   | 1–1 | 1–0 | 3–0 | 4–0 | 2–3 | 3–1 | 2–1 | 4–1 | 4–2 | 3–0 |
| Casalarreina C. F.     | 2–2 | 3–1 | 4–0 | 2–1 | —   | 3–2 | 0–1 | 0–0 | 0–2 | 1–0 | 2–1 | 1–0 | 2–1 | 6–1 |
| E. D. F. Logroño       | 0–3 | 4–1 | 0–1 | 3–1 | 2–0 | —   | 2–0 | 2–0 | 2–1 | 2–1 | 4–3 | 0–0 | 3–1 | 6–0 |
| C. D. Cenicero         | 0–0 | 0–3 | 0–1 | 3–1 | 2–1 | 0–2 | —   | 1–1 | 0–0 | 1–2 | 3–1 | 2–0 | 1–0 | 4–0 |
| S. D. Oyonesa "B"      | 0–1 | 1–2 | 2–0 | 1–1 | 1–0 | 1–1 | 1–3 | —   | 3–1 | 1–0 | 1–2 | 5–1 | 2–1 | 0–0 |
| C. D. San Lorenzo      | 0–2 | 1–3 | 1–2 | 1–2 | 1–2 | 3–1 | 1–3 | 1–2 | —   | 0–2 | 1–3 | 5–1 | 3–1 | 1–0 |
| C. D. Tedeón           | 1–3 | 1–0 | 0–0 | 0–1 | 1–1 | 2–2 | 3–1 | 0–3 | 0–1 | —   | 1–0 | 2–0 | 1–0 | 3–0 |
| C. D. Autol            | 0–2 | 0–4 | 0–0 | 1–3 | 2–2 | 1–4 | 1–1 | 1–0 | 3–1 | 1–0 | —   | 1–3 | 3–0 | 1–0 |
| C. Atlético Vianés "B" | 0–0 | 2–4 | 2–3 | 2–2 | 1–1 | 1–2 | 2–4 | 0–0 | 2–3 | 1–3 | 1–0 | —   | 4–2 | 4–2 |
| C. D. Bañuelos         | 0–4 | 2–3 | 1–4 | 1–1 | 1–3 | 3–2 | 0–2 | 0–2 | 0–2 | 3–1 | 3–3 | 0–1 | —   | 4–1 |
| C. P. Calasancio "B"   | 1–2 | 1–4 | 0–3 | 1–2 | 0–3 | 0–2 | 0–3 | 0–3 | 0–5 | 0–2 | 4–1 | 0–0 | 2–1 | —   |

## Datos y estadísticas

### Récords
| Récords de equipos       | Récords de equipos | Récords de equipos                                 | Récords de equipos     | Récords de equipos           | Récords de equipos | Récords de equipos           | Récords de equipos    | Récords de equipos |
| Grupo                    | Fecha              | Equipo/s                                           | Local                  |                              | Resultado          |                              | Visitante             | Rep.               |
| ------------------------ | ------------------ | -------------------------------------------------- | ---------------------- | ---------------------------- | ------------------ | ---------------------------- | --------------------- | ------------------ |
| Más goles en un partido  | 09-02-2013         | C. F. Ciudad de Alfaro y Peña Balsamaiso C. F. (7) | C. F. Ciudad de Alfaro | Bandera de La Rioja (España) | 3 – 4              | Bandera de La Rioja (España) | Peña Balsamaiso C. F. | Jornada 19         |
| Más goles en un partido  | 21-10-2012         | C. D. Alberite y C. D. Bañuelos (7)                | C. D. Alberite         | Bandera de La Rioja (España) | 6 – 1              | Bandera de La Rioja (España) | C. D. Bañuelos        | Jornada 7          |
| Más goles en un partido  | 06-04-2013         | Casalarreina C. F. y C. P. Calasancio "B" (7)      | Casalarreina C. F.     | Bandera de La Rioja (España) | 6 – 1              | Bandera de La Rioja (España) | C. P. Calasancio "B"  | Jornada 26         |
| Más goles en un partido  | 19-01-2013         | C. D. E. F. Logroño y C. D. Autol (7)              | C. D. E. F. Logroño    | Bandera de La Rioja (España) | 4 – 3              | Bandera de La Rioja (España) | C. D. Autol           | Jornada 16         |
| Mayor victoria local     | 23-09-2012         | C. F. Ciudad de Alfaro (+6)                        | C. F. Ciudad de Alfaro | Bandera de La Rioja (España) | 6 – 0              | Bandera de La Rioja (España) | C. P. Calasancio "B"  | Jornada 3          |
| Mayor victoria local     | 27-01-2013         | C. D. Alberite (+6)                                | C. D. Alberite         | Bandera de La Rioja (España) | 6 – 0              | Bandera de La Rioja (España) | C. D. Cenicero        | Jornada 17         |
| Mayor victoria local     | 10-11-2012         | C. D. E. F. Logroño (+6)                           | C. D. E. F. Logroño    | Bandera de La Rioja (España) | 6 – 0              | Bandera de La Rioja (España) | C. P. Calasancio "B"  | Jornada 10         |
| Mayor victoria visitante | 20-10-2012         | C. D. San Lorenzo (+5)                             | C. P. Calasancio "B"   | Bandera de La Rioja (España) | 0 – 5              | Bandera de La Rioja (España) | C. D. San Lorenzo     | Jornada 7          |

Fuente: Fútbol Regional.